# Mazères (Ariège)
Mazères (okzitanisch: Maseras) ist eine französische Gemeinde mit 3866 Einwohnern (Stand 1. Januar 2022) im Département Ariège in der südfranzösischen Region Okzitanien.

## Lage
Mazères liegt am Südufer des Flusses Hers-Vif (auch Grand Hers) etwa 18 Kilometer (Fahrtstrecke) in nördlicher Richtung von Pamiers entfernt. Saverdun, der Hauptort des Kantons, liegt etwa zehn Kilometer südwestlich.

## Bevölkerungsentwicklung
| Jahr      | 1968 | 1975 | 1982 | 1990 | 1999 | 2006 | 2016 |
| --------- | ---- | ---- | ---- | ---- | ---- | ---- | ---- |
| Einwohner | 2192 | 2071 | 2355 | 2519 | 2616 | 3127 | 3854 |

## Wirtschaft
Mazères lebte jahrhundertelang hauptsächlich von der landwirtschaftlichen Produktion der umliegenden Dörfer und fungierte als deren Handels- und Dienstleistungszentrum. Im Mittelalter und in der frühen Neuzeit profitierte es vom Handel mit Färberwaid (pastel), dessen Hauptanbaugebiete im benachbarten Lauragais lagen.
Seit den 1970er Jahren wurden in den Außenbezirken der Stadt sukzessive vier Gewerbegebiete (zones industrielles) mit einer Gesamtfläche von 400 Hektar ausgewiesen, in denen sich verschiedene Handwerksbetriebe und kleinere Industrieunternehmen angesiedelt haben. Dadurch wurden neue Arbeitsplätze geschaffen, was sich auf das Bevölkerungswachstum der Gemeinde positiv ausgewirkt hat.

## Geschichte
Auf dem Gebiet von Mazères wurden neolithische, römische und frühmittelalterliche Funde gemacht, die im Stadtmuseum (s. u.) ausgestellt sind. Die Gründung der mittelalterlichen Bastide geht zurück auf einen gemeinsamen Akt (paréage) der Grafen von Foix und der – nur drei Kilometer in südlicher Richtung entfernten – Benediktiner-, ab 1150 Zisterzienser-Abtei Boulbonne aus dem Jahr 1253. Die Abtei wurde in den Hugenottenkriegen (1562–1598) vollkommen zerstört. Im 14. Jahrhundert erbaute Gaston III. de Foix-Béarn (auch Gaston Phoebus genannt) eine – ebenfalls in den Religionskriegen zerstörte – Burg in den Randgebieten der heutigen Stadt. Im ausgehenden 16. und frühen 17. Jahrhundert war Mazères eine Hochburg des Protestantismus im Südwesten Frankreichs; dies änderte sich grundlegend nach der Aufhebung des Edikts von Nantes durch Ludwig XIV. (1685).

### Internierungslager Briqueterie de Mazères
In der stillgelegten Briqueterie de Mazères (Ziegelei) wurde Anfang Februar 1940 als Entlastung für das Internierungslager Le Vernet ein Ausweichlager eingerichtet. Interniert wurden hier etwa 4500 Männer, die nach dem Ende des Spanischen Bürgerkriegs nach Frankreich geflüchtet waren. Aufgrund der nicht baufälligen und nicht reparierbaren Gebäude sowie der unzulänglichen hygienischen Verhältnisse, war an ein längerer Betrieb dieses Lagers nicht möglich.
Die Internierten in Mazères waren überwiegend ehemalige anarchistische Milizionäre, die im Laufe des Jahres auf Arbeitslager und andere Internierungszentren verteilt wurden. Ob danach hier verhaftete Deutsche und Österreicher interniert wurden, wie es auf der Webseite der Organisation AJPN heißt, konnte nicht verifiziert werden.

## Sehenswürdigkeiten
- Die Église Saint Abdon et Saint Sennen wurde nach der Vertreibung der Protestanten im ausgehenden 17. Jahrhundert neu erbaut und im 18. und 19. Jahrhundert vergrößert. Der achtseitige Turm stammt aus dem Jahr 1830, die Helmspitze erst aus dem Jahr 1885. Die Fassade zeigt eine barocke Gliederung mit einem interessanten Steinwechsel (Ziegelstein und Sandstein). Das einschiffige und – wie im Midi üblich – mit mehreren Seitenkapellen versehene Innere enthält mehrere Ausstattungsgegenstände aus der zerstörten Abtei Boulbonne – vor allem der Altar und das Chorgestühl (stalles) sind in diesem Zusammenhang zu nennen.

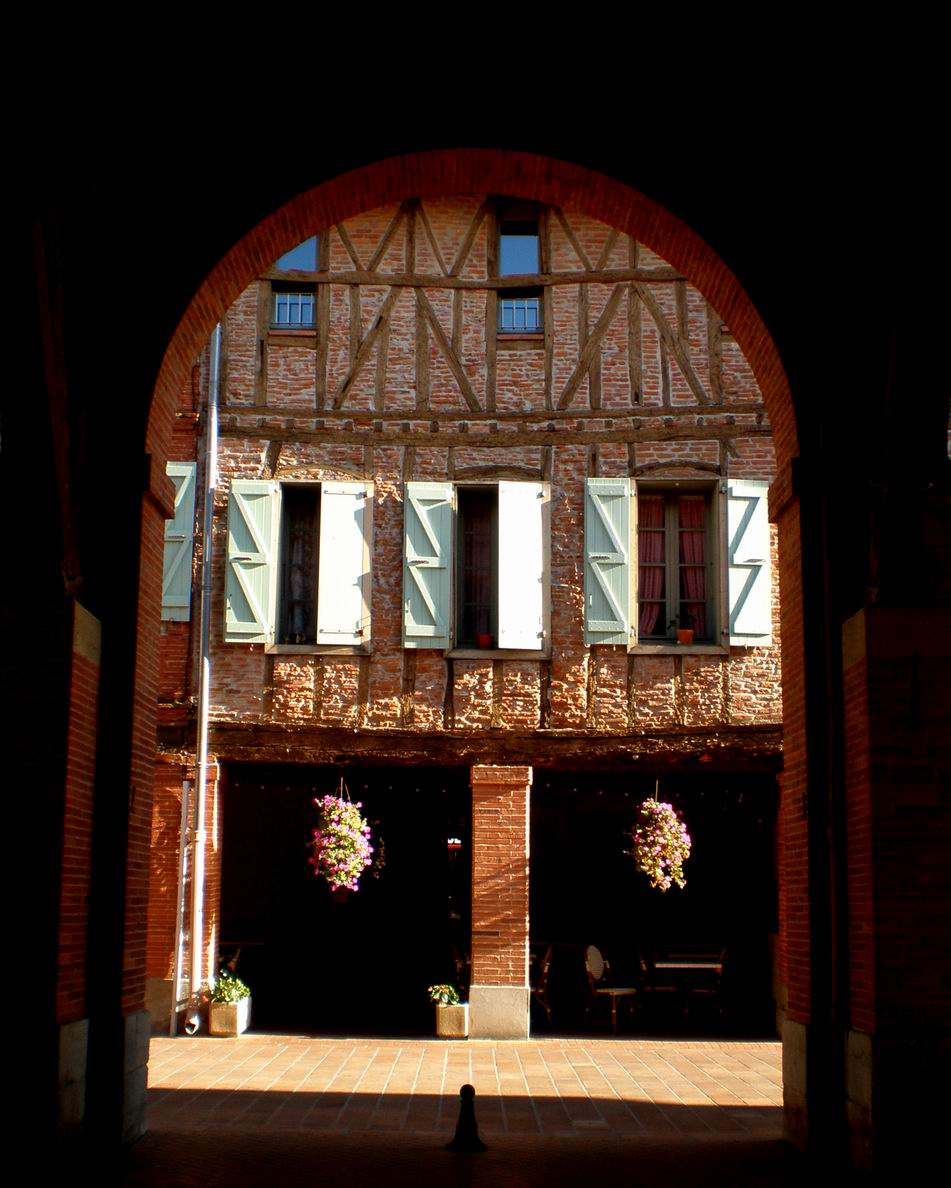
Mazères – Fachwerkhaus

- Die unmittelbar benachbarte Markthalle (halle) wurde ebenfalls erst im 19. Jahrhundert (1846–1850) errichtet. Der auf gemauerten Pfeilern mit Rundbögen ruhende hölzerne Dachstuhl ist bemerkenswert.
- Der umgebende Platz (place de l’eglise) wird gesäumt von mehreren schönen Fachwerkhäusern (maisons à colombages) aus verschiedenen Epochen. Das Erdgeschoss der meisten Häuser ist zurückgestuft, so dass zum Platz hin Arkadengänge das Bild bestimmen.
- Das Hôtel d’Ardouin stammt aus dem Jahr 1580 und ist das ehemalige Wohngebäude eines reichgewordenen Pastelhändlers. Das ganze Gebäude ist aus Ziegelstein erbaut, nur die rechteckigen Renaissance-Fenster mit ihren Fensterkreuzen und den schönen Rahmungen sind aus hellem Kalkstein. Über eine Wendeltreppe (vis) gelangt man bis zu einem kleinen Aussichts- bzw. Wachturm (échauguette). Heutzutage dient das Gebäude als Stadtmuseum.
- Die etwa drei Kilometer nordwestlich des Ortes an einem See liegende Domaine des Oiseaux dient dem Vogelschutz und der Vogelbeobachtung.